# Roberto Pistore
Roberto Pistore (nacido el 20 de mayo de 1971 en Monza) es un exciclista italiano.
Después de una buena temporada en amateurs en 1994 donde consiguió la victoria en el Giro della Valle d'Aosta y en una etapa del Regio-Tour, Roberto Pistore realizó su primer año como profesional en el equipo Team Polti. En agosto de 1995, se proclamó vencedor final del Regio-Tour. El mes siguiente, terminó sexto en la Vuelta a España destacando una notable segunda posición en Ávila, solamente superado por Laurent Jalabert.
En 1996, Roberto Pistore se unió al equipo MG Technogym. En primavera finalizó octavo en la Volta a Catalunya. En la Vuelta a España, finalizó cuarto después de completar una buena última semana (5º en las etapas con final en el Alto Cruz de la Demanda, Cerler y Ávila). En 1997 ganó la carrera Viena-Rabenstein-Gresten-Viena y participó en su primer Tour de Francia, en el que abandonó. Participó de nuevo en el Tour de Francia en el año siguiente, en su último año como profesional.

## Palmarés
1995
- Regio Tour, más 1 etapa

1997
- Viena-Rabenstein-Gresten-Viena, más 1 etapa

## Resultados en Grandes Vueltas y Campeonatos del Mundo
| Carrera         | 1995 | 1996 | 1997 | 1998 |
| --------------- | ---- | ---- | ---- | ---- |
| Giro de Italia  | -    | -    | Ab.  | -    |
| Tour de Francia | -    | Ab.  | -    | Ab.  |
| Vuelta a España | 6º   | 4º   | -    | -    |
| Mundial en Ruta | -    | 42.º | -    | -    |

-: no participa

Ab.: abandono

## Equipos
- Polti-Granarolo-Santini (1995)
- MG Maglificio-Technogym (1996-1997)
- Riso Scotti-Mg Maglificio (1998)